# Jordi Freixas Cortés
Jordi Freixas Cortés (Barcelona, 21 d'abril del 1917 - Tiana, 4 de febrer de 1984) és un dels noms importants de la pintura catalana de la postguerra. Va ser un pintor de la "generació perduda", com la va denominar el crític Rafael Santos Torroella referint-se a la seva pròpia cinquena: la dels homes i dones als quals la Guerra Civil i la immediata Segona Guerra Mundial van truncar la joventut per la meitat, i company de tribulacions de Josep Maria Mallol Suazo, Joan Palet, Lluís Pallarès, Joan Barbeta, grup d'artistes que A.del Castillo denominava "neorománticos".
Format a l'Escola de la Llotja i, posteriorment, amb Francesc Labarta, pedagog insigne i mentor de nombroses promocions d'artistes joves. D'aquesta etapa inicial, la crítica elogia "la lírica dels seus acords grisos". Passa una temporada a París, on pot admirar els quadres de Sisley i de Seurat amb qui la crítica l’havia comparat. Segons Luís Monreal y Tejada, la seva estada a París i el consegüent aprenentatge van aconseguir que la seva pintura es convertís en l'obra pròpia d'un gran pintor.
A partir de 1958, combina l'òptica figurativa i l'abstracta, el que divideix a la crítica. On uns veuen un enriquiment en la línia de Bonnard, de Dufy, de Lurçat, o "una sensació ambiental de pura poesia plàstica", altres deploren l'abandó de l'estil anterior d'aquest "llevantí enamorat de la llum i del color".
En l'última etapa de la seva vida torna a la seva recerca més propera a l’impressionisme de "les càrregues atmosfèriques del paisatge" però "enriquida en ell per les aportacions de l'llenguatge informalista"

## Premis[calcitació]
- 1942 – Primera Medalla de Paisatge del Saló de Tardor. Mallorca
- 1961 – Premi de la Excma. Diputació Provincial de Barcelona
- 1962 – Premi de la Excma. Diputació Provincial de Biscaia

## Museus on hi ha exposada part de la seva obra[calcitació]
- Museu de San Telmo
- Museu Nacional d'Art de Catalunya (Oli sobre tela)
- Museo Español, Museo de Arte Moderno (ahora Museu Reina Sofia)
- MACBA